# 김진구 (1906년)
김진구(金振九, 1906년 7월 29일 삼척 ~ 1987년 4월 10일)는 제1대, 5대 국회의원을 지낸 대한민국의 정치가이다.
그는 경성 배재고보를 졸업했다. 대한독립촉성국민회 국회의원과 민주당 참의원을 지낸 후 신민당 특임고문을 역임하였다.

## 역대 선거 결과
|  | 32.21% |

|  | 11.77% |

## 참고 자료
- 《대한민국 의정총람》, 국회의원총람발간위원회, 1994년
- 김진구 - 대한민국헌정회